# Li'l Abner
Li'l Abner és una tira còmica satírica apareguda en diversos periòdics dels Estats Units, escrita i dibuixada per Al Capp (1909-1979), així com el nom del seu protagonista. A Sud-amèrica el protagonista s'anomenava Chiquito Abner en castellà i Ferdinando o Família Buscapé en portuguès.
En aquesta sèrie de tires es presenta un clan fictici de pagesos (hillbillies) en una ciutat pobre anomenada Dogpatch, a Kentucky. Se satiritza sobretot el matrimoni i la política: hi ha una cursa de solteres que empaiten els solters del poble i el personatge de la bella Daisy malda per aconseguir el benplantat Li'l Abner sense aconseguir-ho durant molts anys (fins al 1952). Les tires còmiques aparegueren durant quaranta-tres anys, del 13 d'agost de 1934 fins al 13 de novembre de 1977 en que es va publicar la darrera pàgina dominical, que havia començat sis mesos després que la diària, el 24 de febrer de 1935. La darrera tira diària es va publicar el 5 de novembre de 1977. Era distribuïda per la United Feature Syndicate. Va tenir un fort impacte cultural i se n'han fet dues pel·lícules (1940 i 1959) i un musical a Broadway (1956). A la pel·lícula de 1940, els tres noms més associats hi són Buster Keaton, com Lonesome Polecat; Jeff York, com Li'l Abner, i Milton Berle, que van coescriure la cançó del títol. Aquesta va ser la primera de dues pel·lícules basades en la popular banda Al Capp, el segon musical Li'l Abner, de 1959, de Paramount, que també es va basar en el famós musical de Broadway Li'l Abner, de 1956.

## Trama i personatges principals
Li´l Abner era el fill de la Mammy (Pansy) i Pappy (Lucifer) Yokum. Mammy era la líder moral de l'endarrerit Dogpatch que va inculcar l'honestedat i els ideals americans a Li´l Abner. Pappy, en canvi, era un paràsit analfabet i desesperat. Des de la creació de la tira, Abner era perseguit vigorosament per Daisy Mae, una bella dama de Dogpatch enamorada desesperadament del poc apreciatiu i rarament amorós jove. Abner va passar gairebé dues dècades fugint de Daisy en la carrera anual del Sadie Hawkins Day, però la parella es va casar finalment el 1952, un esdeveniment de ficció que va captar l'atenció nacional i va ser una història de portada de la revista Life. El seu únic fill, Honest Abe, va néixer el 1953.
Li Abl Abner generalment no tenia cap mitjà de suport visible, però de vegades es guanyava la vida com a provador de matalassos. Quan no estava involucrat en escapades mundials, es veia llegint la seva tira còmica preferida, Fearless Fosdick, una peròdia de la tira Dick Tracy, de Chester Gould. Va interactuar amb molts personatges meravellosos i fantàstics creant un llenguatge i situacions que s'han convertit en parts permanents del lèxic americà.